# Richard Meade
Richard John Hannay Meade (Chepstow, 4 de diciembre de 1938–West Littleton, 8 de enero de 2015) fue un jinete británico que compitió en la modalidad de concurso completo.
Participó en cuatro Juegos Olímpicos de Verano, entre los años 1964 y Montreal 1976, obteniendo en total tres medallas de oro, una en México 1968, en la prueba por equipos (junto con Derek Allhusen, Reuben Jones y Jane Bullen), y dos en Múnich 1972, individual y por equipos (con Mary Gordon-Watson, Bridget Parker y Mark Phillips).
Ganó cinco medallas en el Campeonato Mundial de Concurso Completo entre los años 1966 y 1982, y cinco medallas en el Campeonato Europeo de Concurso Completo entre los años 1965 y 1981.

## Palmarés internacional
| Juegos Olímpicos   | Juegos Olímpicos       | Juegos Olímpicos  | Juegos Olímpicos |
| Año                | Lugar                  | Medalla           | Categoría        |
| ------------------ | ---------------------- | ----------------- | ---------------- |
| 1968               | México (México)        | Medalla de oro    | Por equipos      |
| 1972               | Múnich (RFA)           | Medalla de oro    | Individual       |
| 1972               | Múnich (RFA)           | Medalla de oro    | Por equipos      |
| Campeonato Mundial |                        |                   |                  |
| Año                | Lugar                  | Medalla           | Categoría        |
| 1966               | Burghley (Reino Unido) | Medalla de plata  | Individual       |
| 1970               | Punchestown (Irlanda)  | Medalla de oro    | Por equipos      |
| 1970               | Punchestown (Irlanda)  | Medalla de plata  | Individual       |
| 1974               | Burghley (Reino Unido) | Medalla de plata  | Por equipos      |
| 1982               | Luhmühlen (RFA)        | Medalla de oro    | Por equipos      |
| Campeonato Europeo |                        |                   |                  |
| Año                | Lugar                  | Medalla           | Categoría        |
| 1965               | Moscú (URSS)           | Medalla de bronce | Por equipos      |
| 1967               | Punchestown (Irlanda)  | Medalla de oro    | Por equipos      |
| 1971               | Burghley (Reino Unido) | Medalla de oro    | Por equipos      |
| 1973               | Kiev (URSS)            | Medalla de bronce | Por equipos      |
| 1981               | Horsens (Dinamarca)    | Medalla de oro    | Por equipos      |